# Седельников, Андрей Николаевич
Андре́й Никола́евич Седе́льников — один из первых отечественных авиаконструкторов, начавший свою деятельность накануне Первой мировой войны. Всегда оставался в тени своего выдающегося шефа — Дмитрия Павловича Григоровича. По этой причине имя Седельникова практически забыто, хотя вклад его в развитие российской авиации переоценить невозможно.

## Биография
Родился в 1889 г. в Санкт-Петербурге в семье преподавателя естественных наук Н. П. Седельникова. В скором времени вместе с родителями переехал в Уфу. После окончания Пермской Александровской мужской гимназии поступил в Льежский университет (Бельгия), где познакомился с находившимся там на стажировке своим будущим руководителем Дмитрием Павловичем Григоровичем. В 1910 году Андрей Николаевич получил диплом инженера и вернулся в Россию.

На авиазаводе Первого Российского Товарищества Воздухоплавания (ПРТВ) «Гамаюн», созданного в 1909 г. С. С. Щетининым, А. Н. Седельников появился в год его открытия в 1910 году. Он занял скромную должность заведующего чертежным бюро. Первые годы своей работы завод не имел собственного конструкторского бюро. Поначалу производство, ориентированное исключительно на лицензии иностранных фирм, выполняло заявки аэроклубов и частных покупателей. Позже, в 1912 году появились заказы от военного ведомства на самолёты «Ньюпор-IV» и «Фарман». Ситуация изменилась только после того, как в 1911 году техническим директором на завод пришел Д. П. Григорович. С этого момента А. Н. Седельников и стал его ближайшим соратником.
Существует версия, что в 1913 году именно он убедил Д. П. Григоровича бесплатно отремонтировать французский гидроплан Доннэ-Левек, разбитый лётчиком Д. Н. Александровым. Втроём (к работе подключился инженер завода Н. Г. Михельсон) они не только отремонтировали летающую лодку, но и внесли в конструкцию целый ряд изменений, которые, по их мнению, должны были улучшить её качества. Стал ли самолёт после их ремонта лучше или нет, сказать теперь трудно, но именно с этого момента Д. П. Григорович, а вместе с ним и его помощники увлеклись гидроавиацией. Целая серия летающих лодок были спроектированы небольшой группой энтузиастов, которые вывели Д. П. Григоровича в ряд ведущих авиаконструкторов мира периода Первой Мировой войны.
Такие летающие лодки, как М-5, М-9, М-11, принесли заслуженную славу своему создателю. Но очевидно и то, что немалая заслуга в этом принадлежит и его ближайшему окружению: Н. Г. Михельсону, А. Н. Седельникову, а с 1916 г. и М. М. Шишмарёву. С приходом последнего роли распределились следующим образом: Д. П. Григорович — как технический директор завода осуществлял общее руководство проектом. А. Н. Седельников исполнял обязанности его заместителя, Н. Г. Михельсон заведовал чертёжным бюро, а известный Андрею Николаевичу ещё по учёбе в Льеже М. М. Шишмарёв был назначен заведующим конструкторским бюро. Важно то, что работая сообща, каждый из них параллельно реализовывал и собственные замыслы, что только поощрялось их руководителем. Так, в общем ряду гидросамолетов Д. П. Григоровича есть торпедоносец ГАСН М. М. Шишмарёва или летающая лодка М-10 А. Н. Седельникова.
В 1917 году Д. П. Григорович сделал попытку организовать собственный завод, куда вместе с ним перешли и все его ведущие специалисты, однако после прихода к власти большевиков завод был национализирован. Д. П. Григорович ещё какое-то время поработал на нём уже наёмным директором, однако вскоре уехал в Севастополь. Ушедшие с завода его товарищи Н. Г. Михельсон и М. М. Шишмарёв вскоре «всплыли» на авиазаводе «Лебедь» в Таганроге. Что касается А. Н. Седельникова, то он вероятно вместе со своим шефом отправился в Севастополь, который вскоре оказался под властью сначала немцев, затем белых.
Достоверно известно, что в период c 1918 по 1920 гг. А. Н. Седельников проживал в Севастополе, где в это время находился и Д. П. Григорович. Род его занятий в Севастополе, где власть принадлежала Белым, установить не удалось, однако известно, что его бывший руководитель занимался коммерцией и к авиации временно отношения не имел. В 1920 году Андрей Николаевич перебрался в Сибирь, в город Канск. Там он познакомился со своей будущей супругой Марией Васильевной Маклыгиной, которая служила письмоводителем городской комендатуры. 27 сентября 1920 года они поженились. В 1921 году А. Н. Седельников с женой переехали в Петроград.
Весной 1922 года Д. П. Григорович из Севастополя прибыл в Москву, где возглавил конструкторскую часть Главкоавиа. Чудесным образом вскоре рядом с ним оказались и А. Н. Седельников, и М. М. Шишмарёв. Лишь только Н. Г. Михельсон был направлен в Ленинград на завод «Красный летчик». Из-за отсутствия необходимых площадей, конструкторская группа Д. П. Григоровича развернулась прямо в квартире своего руководителя на Садово-Кудринской, д. 23. Здесь А. Н. Седельников принял самое непосредственное участие в проектировании морского разведчика М-22 и летающей лодки М-24, которая выпускалась серийно. Через год, 14 мая 1923 года, вместе со всем отделом А. Н. Седельников перешел на авиазавод № 1 «Дукс», где и работал над проектом, разведчика Р-1, истребителей И-1 (Григоровича) и И-2. В те годы Д. П. Григорович писал: «Самолеты И-1 и И-2 от первоначального замысла и до мельчайших деталей проработаны мною при ближайшем участии инженеров А. Н. Седельникова и В. Л. Корвина, при сотрудничестве чертежника Шварца, Никитина и, в меньшей степени, других…».
Интересно, что работая на «Дуксе» в конструкторской группе Д. П. Григоровича, в феврале 1924 года в содружестве с группой инженеров-энтузиастов: П. Н. Львовым, Е. Э. Гропиусом и И. А. Успенским, А. Н. Седельников участвовал в создании первого советского мотоцикла «Союз». Почти всё, кроме импортных магнето и карбюратора, в этом мотоцикле было отечественным. Уже к лету был собран опытный образец мотоцикла. Он оказался весьма удачным и в том же году на равных с иностранными собратьями участвовал в 1,5-тысячекилометровом пробеге, однако по чисто экономическим причинам серийно так и не выпускался.
В конце 1924 года в Главкоавиа было принято решение о переводе конструкторской группы Д. П. Григоровича в Ленинград и создании на базе завода «Красный летчик» Отдела морского опытного самолётостроения (ОМОС). Естественно, что вместе со своим руководителем, в должности бессменного заместителя главного конструктора в Ленинград уехал и А. Н. Седельников. В течение трех лет, которые ОМОС находился в Ленинграде, конструкторами Отдела, при самом непосредственном участии А. Н. Седельникова были спроектированы и построены несколько летающих лодок, завершен и доведен до серийного выпуска истребитель И-2бис, построен едва ли не первый пассажирский самолёт. В этот же период, вне планов Отдела, по существу в порядке личной инициативы, вместе с конструктором В. Л. Корвин-Кербером, А. Н. Седельников спроектировал и построил авиетку для полярной авиации СК-1.
В целом, Ленинградский период работы коллектива оказался не самым удачным. Прежде всего, сказалось наводнение 1924 года, когда в ангарах на Крестовском острове погибло большое число складированных там заделов прошлых лет, погибли материалы, техническая библиотека, существенно пострадал станочный парк завода. Кроме того, заказчик постоянно менял требования к проектам, что вносило нервозность в работу Отдела. В результате, кода в конце 1927 года было принято решение вернуть отдел в Москву, коллектив Д. П. Григоровича практически распался.
Отказался ехать в Москву и А. Н. Седельников. Он остался работать в конструкторском отделе завода «Красный летчик», который теперь назывался завод № 23. Однако разлука с Д. П. Григоровичем оказалась недолгой. З1 августа 1928 года Д. П. Григорович был арестован в своем московском рабочем кабинете. Ему вменялось в вину умышленное вредительство при создании самолётов в годы работы в Ленинграде. Совершенно естественно, что аналогичное обвинение было предъявлено и А. Н. Седельникову. Он был арестован 5 ноября и вскоре этапирован в Москву, во внутреннюю тюрьму ОГПУ на Лубянке. Следствие велось почти год, и только 20 сентября 1929 года в числе остальных пяти фигурантов по делу А. Н. Седельников был осужден к 10-ти годам заключения с отбыванием наказания в «концлагере» (именно так написано в судебном постановлении Коллегии ОГПУ).
Вскоре, вместо концлагеря А. Н. Седельников был переведен в Бутырки, где ОГПУ организовало первое в истории авиапромышленности тюремное конструкторское бюро, получившее название ЦКБ-39 ОГПУ им. Менжинского, его возглавил А. Г. Горянов-Горный (Пенкнович). Здесь, в так называемой «шараге», лишенные всех гражданских прав, заключенные конструкторы и инженеры создавали лучший для своего времени советский истребитель И-5. Роль А. Н. Седельникова в этой работе переоценить трудно. Как обычно, он фактически исполнял обязанности заместителя Д. П. Григоровича, координируя работу всех участников проекта. Самолёт был построен в рекордные сроки и увидел небо уже 28 апреля 1930. Вскоре последовали новые задания на проектирование пушечного истребителя И-Z, бомбардировщика ТБ-5 и др. Естественно, что А. Н. Седельников принимал в этих работах самое активное участие. ОГПУ было довольно и с лета 1931 года заключенных конструкторов и инженеров стали освобождать.
Приказом Всесоюзного авиационного объединения (ВАО) от 27 августа 1931 года № 265 ЦКБ-39 (к этому времени выведенное из подчинения ОГПУ) вместе с заводом № 39 им. Менжинского было слито с Центральным аэрогидродинамическим институтом (ЦАГИ). По этой причине, оставаясь после освобождения сотрудником ЦКБ уже в статусе вольнонаёмного инженера, к 1932 году А. Н. Седельников был принят в штат ЦАГИ.
29 октября 1934 года у Марии Васильевны и Андрея Николаевича Седельниковых родилась дочь Валентина.
15 января 1934 года приказом по Главному управлению авиационной промышленности (ГУАП) № 23 из состава завода № 39 была выделена конструкторско-производственная группа авиаконструктора А. С. Яковлева. Опытное производство было организовано на Московском заводе № 115. В 1935 году сначала начальником производства, а с марта 1937 года главным инженером завода № 115 А. С. Яковлев назначил А. Н. Седельникова.
В 1939 году Андрей Николаевич перешёл на Московский Глиссерный завод, где проработал почти до начала Великой Отечественной войны.
В октябре 1941 года семья была эвакуирована в Башкирию, сам же Андрей Николаевич остался в Москве. В военные годы он сначала служил главным механиком «Шинно-Восстановительного», затем работал на заводе «Металлоконструкции» и в КБ «Мосгорместпрома». В 1943 году А. Н. Седельников был переведен в КБ «Центростроймеханизации».
После войны, учитывая общий объём предстоящих восстановительных работ и возникновение острой необходимости в широкомасштабном производстве строительной и дорожной техники, было сформировано Министерство Строительного и дорожного машиностроения. Подведомственное ему, на тот момент, КБ завода «Центростроймеханизация» было реорганизовано сначала в «Всесоюзный научно-исследовательский институт МСиДМ», а затем в «Всесоюзный научно исследовательский институт строительного и дорожного машиностроения». В этой организации А. Н. Седельников и трудился до последних дней своей жизни. Скончался от сердечного приступа 22 июля 1954 года.
25 июня 1993 года. постановлением Генеральной прокуратуры Российской Федерации Седельников Андрей Николаевич, обвиненный 20 сентября 1929 года. в умышленном вредительстве, был полностью реабилитирован.

## Семья
- жена Мария Васильевна ур. Маклыгина (1900 г. — 17 ноября 1971 г.)
- дочь Валентина Андреевна Седельникова (29 октября 1934 г. — 07 июля 2004 г.)

## Награды
- Медаль «За доблестный труд в Великой Отечественной войне 1941—1945 гг.» (10 июня 1946 г.)
- Медаль «В память 800-летия Москвы» (02 марта 1949 г.)
- Юбилейный знак ЦАГИ «За ударную и плодотворную работу в институте» (23 декабря 1933 г.)